# Tor Bay (zatoka Oceanu Atlantyckiego w Nowej Szkocji)
Tor Bay – zatoka (ang. bay) Oceanu Atlantyckiego w kanadyjskiej prowincji Nowa Szkocja, w hrabstwie Guysborough; nazwa urzędowo zatwierdzona 6 listopada 1952.